# Tadeusz Szpotański

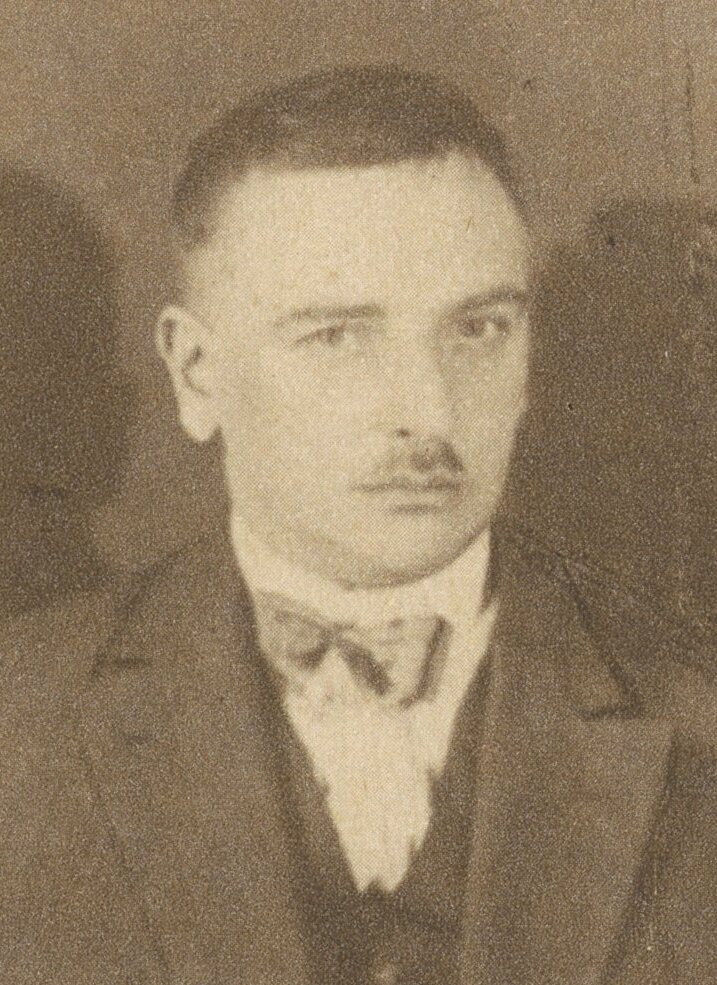

Tadeusz Szpotański (ur. 18 grudnia 1883 w Suchcicach, zm. 27 lutego 1944 w Warszawie) – polski działacz polityczny i społeczny, działacz związkowy, publicysta; z zawodu nauczyciel. Autor wielu prac i artykułów, głównie poświęconych zagadnieniom politycznym, społecznym i samorządowym. Brat Stanisława Szpotańskiego.

## Życiorys
W 1904 wstąpił do Polskiej Partii Socjalistycznej, a następnie PPS-Frakcji Rewolucyjnej; od 1928 był w PPS – dawnej Frakcji Rewolucyjnej. 
Członek Centralnego Komitetu Narodowego w Warszawie (II 1916 - V 1917) a następnie Komisji Porozumiewawczej Stronnictw Demokratycznych (VI 1917 - XI 1918).
W latach 1919–1934 był radnym miejskim Warszawy, zaś w latach 1927-34 jej wiceprezydentem. 
Podczas okupacji hitlerowskiej uczestniczył w ruchu oporu (Związek Walki Zbrojnej), w latach 1941-42 więziony na Pawiaku, skąd zbiegł - zorganizował ucieczkę 3 marca 1942. Zmarł pod konspiracyjnym nazwiskiem Tomasz Sawicki.